# Bladowo (województwo kujawsko-pomorskie)
Bladowo (niem. Bladau) – wieś w Polsce, położona w województwie kujawsko-pomorskim, w powiecie tucholskim, w gminie Tuchola, na Pojezierzu Krajeńskim, przy trasie drogi wojewódzkiej nr 240.
| SIMC    | Nazwa               | Rodzaj     |
| ------- | ------------------- | ---------- |
| 0098513 | Bladowo-Wybudowanie | przysiółek |
| 0098507 | Nad Bladówkiem      | przysiółek |

W latach 1975–1998 miejscowość administracyjnie należała do województwa bydgoskiego. Obecnie w skład sołectwa Bladowo wchodzą również Bladowo-Wybudowanie, Nad Bladówkiem i Słupy. Według Narodowego Spisu Powszechnego (III 2011 r.) liczyła 473 mieszkańców. Jest szóstą co do wielkości miejscowością gminy Tuchola.